# Постоянная Маделунга
Постоянная Маделунга — величина, связывающая электростатический потенциал в ионных кристаллических решётках с параметрами кристаллической решётки. Названа в честь Эрвина Маделунга.

## Определение
Энергию электростатического взаимодействия одного иона Ei в ионном кристалле можно представить как
{\displaystyle E_{i}={\frac {z_{i}e^{2}}{4\pi \varepsilon _{0}}}\sum _{j\neq i}{\frac {z_{j}}{r_{ij}}}}
где rij =|ri — rj| расстояния между ионами i и j,
zj — заряд иона j,
e — заряд электрона,
ε0 — электрическая постоянная.
Если межионное расстояние отнормировать на расстояние между ближайшими соседями ro (которое зависит от параметров кристаллической решётки и типа структуры кристалла), то получим
{\displaystyle E_{i}={\frac {z_{i}e^{2}}{4\pi \varepsilon _{0}r_{0}}}\sum _{j}{\frac {z_{j}}{r_{ij}/r_{0}}}={\frac {z_{i}e^{2}}{4\pi \varepsilon _{0}r_{0}}}M}
где M — постоянная Маделунга.
Для кристаллической решётки типа NaCl с зарядами ионов ±1 константа Маделунга определяется как
{\displaystyle M_{\text{NaCl}}={\sum _{j,k,\ell =-\infty }^{\infty }}{{(-1)^{j+k+\ell }} \over {\sqrt {j^{2}+k^{2}+\ell ^{2}}}}.}
Этот ряд (и подобные ряды для других типов кристаллов) сходится очень плохо и для его вычисления применяют специальные методы

.
| Тип структуры               | Пример соединения      | Координационное число | Постоянная Маделунга |
| --------------------------- | ---------------------- | --------------------- | -------------------- |
| Хлорид натрия               | NaCl, AgCl, CdO, PbS   | 6                     | 1,747558             |
| Хлорид цезия                | CsCl, TlCl, RbF        | 8                     | 1,763                |
| Вюрцит                      | ZnS, BeO, ZnO, CdS     | 4                     | 1,641                |
| Сфалерит (цинковая обманка) | ZnS, CuCl, AgI, HgS    | 4                     | 1,638                |
| Флюорит                     | CaF2, PbF2, UO2, Na2S  | 8(4)                  | 5,039                |
| Рутил                       | TiO2, MgF2, MnO2, NiF2 | 6(3)                  | 4,816                |
| Куприт                      | Cu2O                   | 4(2)                  | 4,332                |